# Fuego (Eleni Foureira)
Fuego è un singolo della cantante greca Eleni Foureira, pubblicato il 2 marzo 2018.

## Descrizione

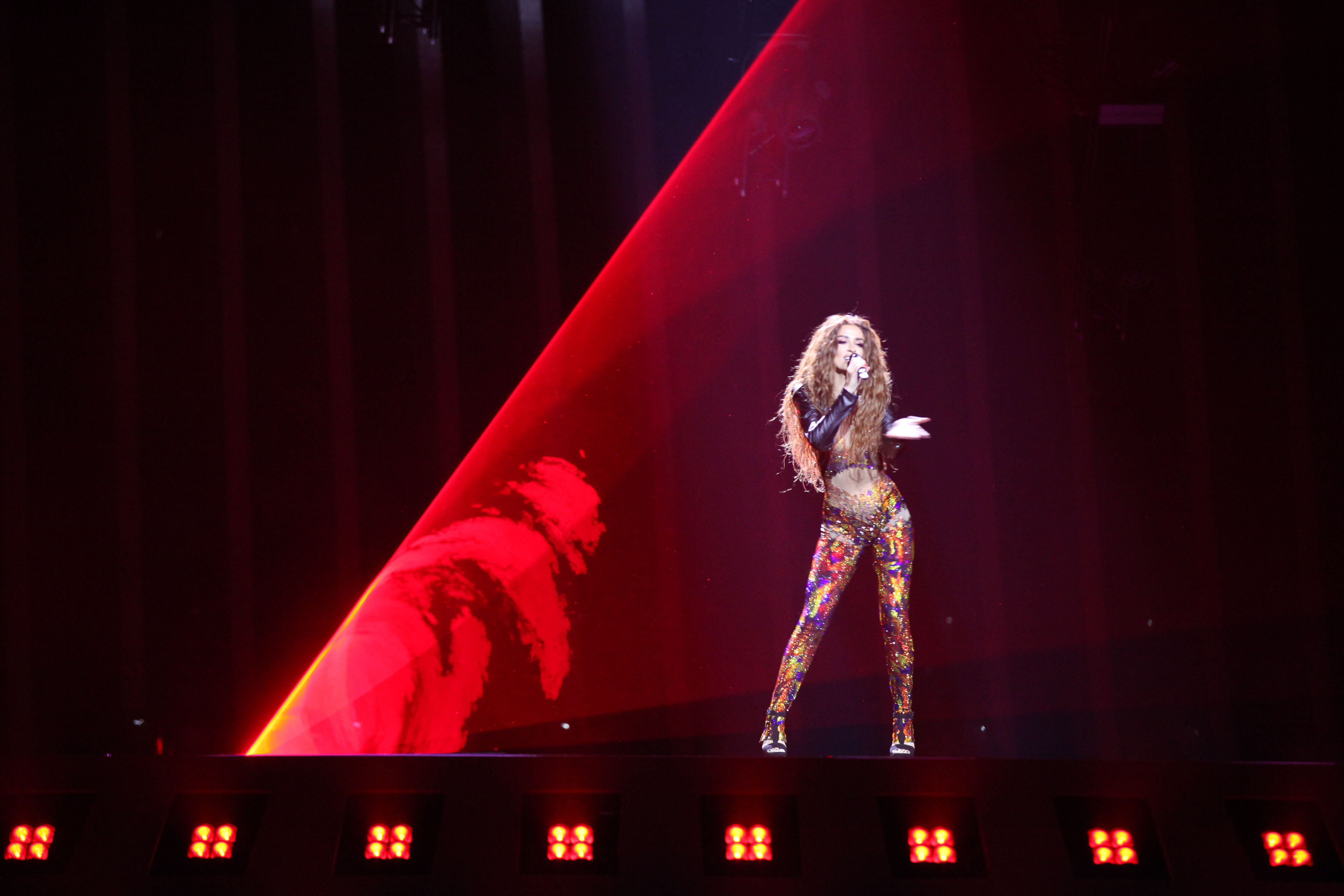
Eleni Foureira mentre si esibisce sulle note di Fuego durante le prove per la finale dell'Eurovision Song Contest, 11 maggio 2018

Il brano è stato scritto da Alex Papaconstantinou. Il 1º febbraio 2018 Eleni Foureira è stata selezionata internamente dall'ente CyBC come rappresentante cipriota dell'Eurovision Song Contest con il brano Fuego. Il brano è stato presentato tramite video musicale e ha rappresentato Cipro all'Eurovision Song Contest 2018, a Lisbona, in Portogallo.
Il brano ha gareggiato nella prima semifinale dell'8 maggio 2018 e nella finale del 12 maggio, classificandosi seconda in classifica con 436 punti (rispettivamente 253 dal televoto e 183 dalla giuria), alle spalle del brano Toy di Israele.

## Tracce
Download digitale, streaming
1. Fuego – 3:03
2. Fuego (Spanish Version) – 3:03

Download digitale, streaming – 2024 Version
1. Fuego (2024 Version) – 2:14

## Classifiche

### Classifiche settimanali
| Classifica (2018) | Posizione massima |
| ----------------- | ----------------- |
| Austria           | 35                |
| Belgio (Fiandre)  | 60                |
| Estonia           | 3                 |
| Germania          | 81                |
| Grecia            | 1                 |
| Irlanda           | 50                |
| Lettonia          | 53                |
| Norvegia          | 16                |
| Paesi Bassi       | 96                |
| Portogallo        | 18                |
| Regno Unito       | 64                |
| Spagna            | 9                 |
| Svezia            | 14                |
| Svizzera          | 46                |

### Classifiche di fine anno
| Classifica (2018) | Posizione |
| ----------------- | --------- |
| Islanda           | 39        |
| Spagna            | 70        |